# Rüdiger Gamm
Rüdiger Gamm (ur. 10 lipca 1971) – niemiecki „ludzki kalkulator”. Już w wieku 21 lat osiągnął umiejętność wykonywania dużych obliczeń arytmetycznych (np. podnoszenie liczb do potęgi dziewiątej, obliczenie pierwiastka piątego stopnia). Potrafi również mówić od tyłu i obliczać daty w kalendarzu. Wystąpił w programie o nazwie The Real Superhumans na Discovery Channel. Allan Snyder, ekspert od sawantów, stwierdził wtedy, że umiejętność Gamma nie jest rezultatem zespołu sawanta, ale ma związek z genetyką.
Badaniem jego umiejętności zajął się Mauro Pesenti z Université Catholique de Louvain w Belgii, który porównał aktywność mózgu geniusza, z aktywnością umysłu przeciętnego człowieka. W trakcie badań odkryto, że podczas liczenia, w mózgu Gamma aktywizują się regiony odpowiadające za pamięć epizodyczną (będącą rodzajem pamięci trwałej), podczas gdy u pozostałych badanych regiony te pozostawały nieaktywne. Podobne wnioski, po zbadaniu Gamma z użyciem obrazowania mózgu, wysnuł wspominany wyżej Allan Snyder, neurobiolog i dyrektor Centre for the Mind na Uniwersytecie w Sydney. 
W terminologii umysłowych obliczeń, największy talent Rüdigera to umiejętność zapamiętywania wyników wielkich obliczeń. W 2008 roku podczas Światowych Mistrzostw Obliczania w Pamięci w Lipsku wyrecytował wynik równania 81100 (81 do potęgi setnej), co zajęło mu około dwie i pół minuty. W samym turnieju zajął wysoką, piątą pozycję.
W roku 2006 wystąpił w niemieckim miniserialu dokumentalnym Piękne umysły, opowiadającym o ludziach z zespołem sawanta.

## Publikacje
- Train your brain: Die Erfolgsgeheimnisse eines Gedächtniskünstlers. Effektiver lernen und erinnern, Rüdiger Gamm, Alexandra Ehlert (2008)[4]
- Das Brain-Training: Fitness für Gedächtnis, Logik und Kreativität, Rüdiger Gamm, Alexandra Ehlert (2011)